# Annalisa Cochraneová
Annalisa Cochraneová (nepřechýleně Cochrane; * 21. června 1996, Gig Harbor, Washington, USA) je americká herečka.

## Životopis
Annakisa Cochraneová se narodila a vyrostla v Gig Harbor ve Washingtonu. Celkem 10 let žila v Puné v Indii, než se přestěhovala do Spojených států. Navštěvovala Loyola Marymount University v Los Angeles.
Začala hrát profesionálně ve věku 17 let; její první role byla v televizním filmu The Bride He Bought Online (2015). V říjnu 2019 byla obsazena do pilotního dílu pro dramatický seriál Jeden z nás lže, v roce 2022 účinkovala i ve druhé řadě tohoto seriálu.

## Filmografie
| Rok       | Film/seriál                       | Role               | Poznámky                           |
| --------- | --------------------------------- | ------------------ | ---------------------------------- |
| 2015      | The Bride He Bought Online        | Kaley              | TV film                            |
| 2015      | Tři kluci a nemluvně              | sedmnáctiletá Emma | díl: „Parental Guidance Suggested“ |
| 2016      | Taková moderní rodinka            | Melanie            | díl: „Promposal“                   |
| 2016      | The Night Stalker                 | Mary               | TV film                            |
| 2016      | Major Crimes                      | Madeline Kimball   | díl: „N.S.F.W“                     |
| 2016      | Air Jaws: Night Stalker           |                    |                                    |
| 2016      | Šance pro Emmu                    | Other girl         |                                    |
| 2017      | Henry Nebezpečný                  | Noelle             | díl: „Double Date Danger“          |
| 2017      | It's Always Sunny in Philadelphia | Birthday girl      | díl: „PTSDee“                      |
| 2017      | Vzhůru ke hvězdám                 | Hot girl           | díl: „Pilot“                       |
| 2017      | Tak jde čas                       | Alyssa             |                                    |
| 2017      | The Young and the Restless        | Zoey               | 12 dílů                            |
| 2017      | Brown Girls                       | Emily              | TV film                            |
| 2018–2025 | Cobra Kai                         | Yasmine            |                                    |
| 2018      | Heathers                          | Shelby Dunnstock   | 8 dílů                             |
| 2018      | NCIS: Los Angeles                 | Emily Conway       | díl: „A Diamond in the Rough“      |
| 2018      | Kappa Crypto                      | Rebecca            | hlavní role; 8 dílů                |
| 2019      | Weird City                        | Colleen            | díl: „Go to College“               |
| 2019      | Do temnoty                        | Kellyann           | díl: „Pure“                        |
| 2019      | Apparition                        | Skyler             |                                    |
| 2020      | Confessional                      | Raquel             |                                    |
| 2021–2022 | Jeden z nás lže                   | Addy Prentiss      | hlavní role                        |
| 2023      | Námořní vyšetřovací služba        |                    | díl: „Unusual Suspects“            |